# Jean-Victor Schnetz

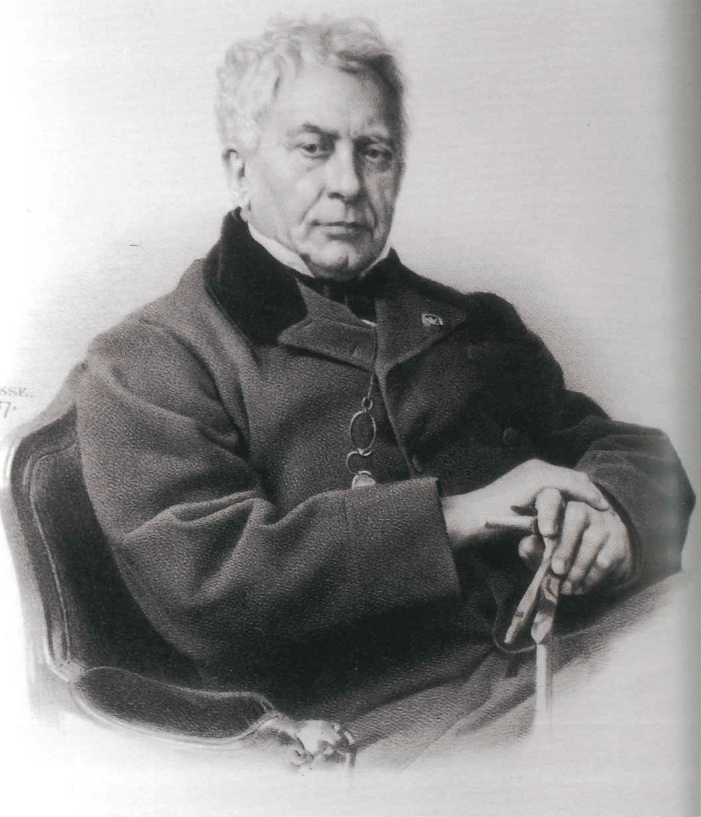
Jean-Victor Schnetz 1867

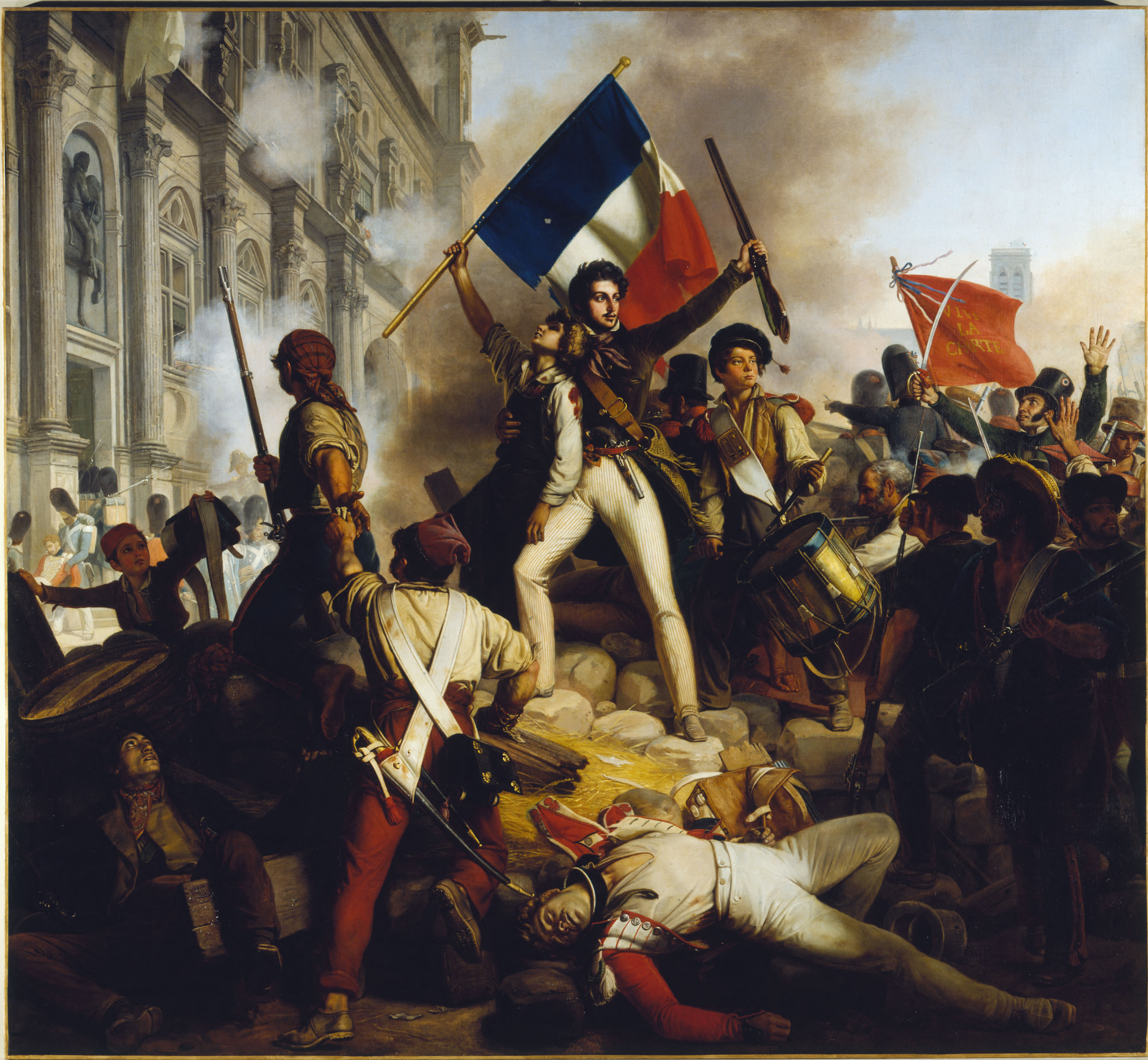
Schlacht vor dem Rathaus von Paris am 28. Juli 1830. Ölgemälde von Schnetz, Musée du Petit Palais, Paris.

Jean-Victor Schnetz (* 14. April 1787 in Versailles; † 15. März 1870 in Paris) war ein zu seiner Zeit hoch angesehener französischer akademischer Maler und Aquarellist.

## Leben
Schnetz lernte in Paris unter Jacques-Louis David. 1837 wurde Schnetz in die Académie des Beaux-Arts aufgenommen. 1841 wurde er als Nachfolger von Ingres Direktor der französischen Akademie (Académie de France) zu Rom. Diese Stelle hatte er zunächst bis 1846 inne, danach nochmals von 1853 bis 1866. 1825 wurde er zum Ritter, 1868 zum Kommandeur der Ehrenlegion ernannt. Die Académie royale des Sciences, des Lettres et des Beaux-Arts de Belgique nahm ihn 1852 als assoziiertes Mitglied auf.
Sein Grab befindet sich auf dem Pariser Friedhof Père-Lachaise.

## Werk
Schnetz war mit Théodore Géricault befreundet und von dessen Werk beeinflusst. Zuerst stellte er 1808 oder 1812 im Pariser Salon aus. Sein erstes größeres Gemälde war Der barmherzige Samariter (1819, Kathedrale von Valence), dem Jeremias, auf den Trümmern von Jerusalem weinend, folgte. In Italien malte Schnetz Genrebilder aus dem Volksleben. Weniger bedeutend sind einige historische Gemälde, z. B. das Bild der Jeanne d'Arc (1835), das des Connétable von Montmorency in der Schlacht von St.-Denis (1836), das Mazarins auf dem Totenbett (im Luxembourg) und das große Ölbild im Saal der Präfektur, welches den Kampf vor dem Hôtel de Ville am 28. Juli 1830 darstellt. Das wohl beste historische Bild des Künstlers ist die hl. Genoveva in der Kirche Notre-Dame-de-Bonne-Nouvelle. 

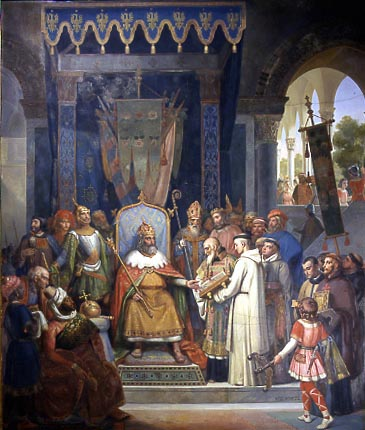
Karl der Große empfängt Alkuin, der ihm Manuskripte überreicht (1830). Louvre

Stilistisch schwankt Schnetz zwischen Romantik und Neoklassizismus. In seinem Werk dominieren die Farben Schwarz, Braun und Grau(grün). Anlässlich des Pariser Salons 1831 monierte Heinrich Heine: „Schnetz bedarf zu vieler Striche, um etwas zu sagen, und was er alsdann sagt, ist zum Teil überflüssig.“ Die Gestalten einer auf dem Salon präsentierten italienischen Volkszene seien „deklamatorisch in Szene gesetzt“, dem Bild mangele es bei aller Detailfreude und Meisterschaft im Technischen an innerer Einheit.
Gemälde von Schnetz finden sich u. a. in den Pariser Museen Louvre, Petit Palais und Musée d’Orsay, ferner in der Ermitage in St. Petersburg und im Fine Arts Museums of San Francisco. 
Auf dem Kunstmarkt erzielen die Werke von Schnetz in den letzten Jahren gute Auktionsergebnisse. So erging für das mit 2.000,-- € geschätzte Gemälde "Jeune paysanne napolitaine écoutant le petit berger jouer du fifre" bei einer Versteigerung in Beaune im März 2005 der Zuschlag erst bei 17.000,-- €. Auch Auktionen späterer Jahre erbrachten für Ölgemälde von Schnetz Erlöse im fünfstelligen Bereich.